# Округа департамента Воклюз
Во французский департамент Воклюз входят 3 округа:
- Апт
- Авиньон
- Карпантрас

## История
- 1791 — присоединение Авиньона и Конта-Венессен к Франции.
- 1792 — создание двух округов Авиньон и Карпантра, которые входили соответственно в департаменты Буш-дю-Рон и Дром.
- 1793 — образование департамента Воклюз с 4 районами: Авиньон, Апт, Карпантра и Оранж.
- 1800 — образование округов Авиньон, Апт, Карпантра и Оранж.
- 1926 — упразднение округа Оранж.
- 1926 — перевод супрефектуры из Апта в Кавайон и образование округа Кавайон на месте округа Апт.
- 1933 — перевод супрефектуры из Кавайона в Апт и возвращение округа Апт.